# کوتوگرتسی
کوتوگرتسی (به بلغاری: Kutugertsi) یک منطقه‌ی مسکونی در بلغارستان است که در شهرستان کیوستندیل واقع شده‌است.